# Acalypha caturus
Acalypha caturus é uma espécie de flor do gênero Acalypha, pertencente à família Euphorbiaceae.